# 栢木布由子
栢木 布由子（かやぎ ふゆこ、1962年6月18日 - ）は、山梨県出身の女優。

## 人物・来歴
- 一橋外語学院卒業。
- 円演劇研究所出身。
- デビュー当初は横田智美名義で芸能活動し、1980年代は横田さとみ名義で芸能活動し、1990年代は栢木布由子名義で芸能活動し、2000年から2007年までは佐東夏帆名義で芸能活動していた。
- 1980年代から1990年代後半にかけてはテレビドラマを中心に活動し、2000年代前半にかけては舞台を中心に活動したが、2008年以降は芸能活動していない。
- 芸能事務所は坂東事務所に所属していた。
- 苗字の漢字は「柏木」とされている場合もあり、苗字の読みは「かしわぎ」とされている場合もある。

## 主な出演作品

### テレビドラマ
- 「ザ・ハングマン 燃える事件簿・その命五千万（第2話）」（1980年11月21日）
- 「ザ・ハングマンII」（1982年）－ カジノ・ダイナの従業員（レギュラー）
- 「新ハングマン・新人女優に泥をぬる芸能学院女帝（第10話）」（1983年10月7日） - 倉本キョウコ
- 「必殺仕事人IV・主水 うなぎにナメられる（第38話）」（1984年7月20日）
- 「ザ・ハングマン4・麻薬女優と大学教授の恋がハメられる!（第20話）」（1985年2月15日） - 横山里美
- 「ザ・ハングマンV・悪徳医師にエイズ患者?が作られていく!（第15話）」（1986年5月23日） - 浅野由美
- 「ザ・ハングマン6・さらば友よ! グッドラック!（第15話）」（1987年） - 藤原優子
- 「ここから先は戦争です・ああ日常（第2話）」（1990年10月30日・DRAMADAS）
- 「お子様は魔女」（1991年1月28日～2月1日・DRAMADAS）
- 「おらんだ左近秘剣帳」（1991年7月7日～9月29日）
- 「赤かぶ検事の逆転法廷・霊界判事!? 登場（第1話）」（1992年1月6日）
- 「伊豆天城峠殺人交差・2人の美女が峠に消えた!」（1992年12月5日・土曜ワイド劇場）
- 「はぐれ刑事純情派(6)・パッチワークの女 血染めのブラウス（第26話）」（1993年9月29日）
- 「孤臣・お命守り申し候」（1993年10月1日）
- 「荒木又右衛門～男たちの修羅」（1994年10月5日）
- 「誘拐された夏」（1996年8月10日・土曜ワイド劇場）
- 「大岡越前 第14部・牛も唸った大岡裁き（第15話）」（1996年9月23日） - おさと

### 映画
- 「ひめゆりの塔」
- 「菩提樹」

### 舞台
- 「いとしいとしのぶーたれ乞食」